# Sissonne British Cemetery
Sissonne British Cemetery is een Britse militaire begraafplaats met gesneuvelden uit de Eerste Wereldoorlog, gelegen in de Franse gemeente Sissonne (departement Aisne). De begraafplaats ligt aan de D18 op 2,5 km ten noordoosten van het gemeentehuis van Sissonne. Ze heeft een smalle rechthoekige plattegrond met een oppervlakte van 1.135 m² en wordt aan twee zijden begrensd door een lage natuurstenen muur en de andere zijden door een haag. Een metalen hek aan de straatzijde dient als toegang. Aan de rechterzijde staat een schuilhuisje met een boogvormige opening en een schilddak. Het Cross of Sacrifice staat centraal direct na de toegang. De graven liggen in 16 regelmatige rijen na elkaar. 
Er liggen 291 Britten begraven waaronder 127 niet geïdentificeerde.
Naast de begraafplaats ligt de Duitse militaire begraafplaats Deutscher Soldatenfriedhof Sissonne met meer dan 14.600 gesneuvelden.

## Geschiedenis
Sissonne was vrijwel de gehele oorlog van in Duitse handen. De begraafplaats werd na de wapenstilstand aangelegd met graven die afkomstig waren uit het nabijgelegen slagveld bij de Chemin des Dames en enkele kleinere begraafplaatsen zoals: Aguilcourt, Amifontaine, Ardon-sous-Laon, Asfeld-la-Ville, Dizy-le-Gros, La Malmaison, Lappion, Menneville, Montaigu, Montcornet, Morlot; de Duitse begraafplaatsen in Veslud, Athies-sous-Laon en Roucy, de Franse militaire begraafplaatsen in Chambry en Neufchâtel en het kerkhof van Troyon. Vier slachtoffers worden herdacht met een Duhallow Block omdat zij oorspronkelijk begraven waren in La Malmaison German Cemetery en Château-Porcien Communal Cemetery maar later niet meer teruggevonden werden.

## Onderscheiden militairen
- de sergeanten P. Woollatt (East Yorkshire Regiment) en George Nicholson (West Yorkshire Regiment (Prince of Wales's Own)) en de korporaals E. Horsfield (Cheshire Regiment) en James Samford Leslie Brown (Royal Field Artillery) werden onderscheiden met de Military Medal (MM).